# بلايني ناي
بلايني ناي (بالإنجليزية: Blaine Nye)‏ هو لاعب كرة قدم أمريكية أمريكي، ولد في 29 مارس 1946 في أوغدن في الولايات المتحدة.

## وصلات خارجية
- بلايني ناي على موقع مرجع كرة القدم المحترفة.كوم (الإنجليزية)
- بلايني ناي على موقع كلية كرة القدم في سبورتس رفرنس.كوم (الإنجليزية)